# Ounceland
L'ounceland (gaelico scozzese: unga) è una unità di misura di superficie agraria tradizionale scozzese. Era diffusa nelle Highlands Occidentali e nelle Ebridi. Nella Scozia Orientale, si usavano invece altri sistemi di misura. Un ounceland era equivalente a 20 pennylands o a un ottavo di markland. Come quelle altre misure, si basa sulla rendita pagata, piuttosto che sull'area fomdiaria effettiva. Era noto anche come tirung (dal gaelico scozzese: tir-unga) o dabhach (lo stesso di daugh), che è un termine di origine pitta, usato anche nell'est della Scozia, ma per una misurazione diversa. Si ritiene che l'ounceland sia di origine norrena, perciò è possibile che il sistema norreno (ounceland) e quelli nativi (dabhach) si fossero fusi insieme a ovest.

## Citazioni
Skene in Celtic Scotland dice:
"Non appena attraversiamo la grande catena montuosa che separa le acque orientali da quelle orientali, troviamo un sistema diverso, ugualmente uniforme. I ploughgates e gli oxgangs scompaiono e al loro posto troviamo i dabhachs' e i pennylands. La porzione di terra denominata dabhach qui è chiamata anche tirung oppure ounceland, e ciascun dabhach'’ contiene 20 pennylands".
Il rev. dott. Campbell di Broadford sull'isola di Skye diceva:
"il sistema di misurazione fondiaria che prevalse nelle Isole Occidentali, e prese poi piede ad Argyll non era né pittico né irlandese, ma norreno. L'unità era l'ounce-land, ossia la quantità di terra che pagava la rendita di un'oncia di argento. La parola era presa a prestito dal gaelico e appare come unnsa. Il termine per la terra era unga, ad es. nel North Uist e a Tiree. Esso appare nelle vecchie concessioni come teroung, teiroung, ecc. Questa estensione era divisa in venti parti — a volte solo in diciotto – le quali erano chiamate peighinn…"

## Altri usi
Il termine unga/uinge si usa anche per un lingotto.